# Кенет Рийтлър
Кенет Стенли Рийтлър (на английски: Kenneth Stanley Reightler) е американски астронавт, участник в два космически полета.

## Образование
Кенет Рийтлър завършва колежа Bayside High School във Вирджиния Бийч, Вирджиния през 1969 г. След това постъпва във Военноморската академия на САЩ, Анаполис, Мериленд. Дипломира се като бакалавър по аерокосмическо инженерство през 1973 г. През 1984 г. става магистър по същата специалност в Института за следдипломна квалификация на USN, Монтерей, Калифорния.

## Военна кариера
Кенет Рийтлър завършва курс по обучение за морски летец през август 1974 г. в Корпъс Кристи, Тексас. Зачислен е в патрулираща ескадрила 16 (VP-16), базирана в Джаксънвил, Флорида. През 1978 г. завършва школа за тест пилоти в родния си град. От 1985 г. е инструктор. По време на службата си К. Рийтлър има повече от 4700 полетни часа на 60 различни типа самолети.

## Служба в НАСА
Кенет С. Рийтлър е избран за астронавт от НАСА на 5 юни 1987 г., Астронавтска група №12. През август 1988 г. завършва успешно курса на обучение и получава квалификация пилот. Той е участник в два космически полета и има 327 часа в космоса.

### Полети
| Кенет Стенли Рийтлър                                       | Кенет Стенли Рийтлър | Кенет Стенли Рийтлър      | Кенет Стенли Рийтлър | Кенет Стенли Рийтлър | Кенет Стенли Рийтлър                | Кенет Стенли Рийтлър |
| №                                                          | Дата                 | КК                        | Емблема на мисията   | Функции              | Продължителност                     |                      |
| ---------------------------------------------------------- | -------------------- | ------------------------- | -------------------- | -------------------- | ----------------------------------- | -------------------- |
| 1                                                          | 12 септември 1991    | „Дискавъри“, мисия STS-48 |                      | Пилот                | 5 денонощия 08 часа 27 мин. 38 сек. |                      |
| 2                                                          | 3 февруари 1994      | „Дискавъри“, мисия STS-60 |                      | Пилот                | 8 денонощия 07 часа 09 мин. 22 сек. |                      |
| Сумарно време в космоса – 13 денонощия 15 часа и 37 минути |                      |                           |                      |                      |                                     |                      |

## Награди
- Медал за отлична служба;
- Медал за похвална служба;
- Медал за похвала;
- Медал за похвала на USN;
- Почетен знак към медала за похвала;
- Медал на експедиционните сили;
- Медал за служба в националната отбрана;
- Медал на НАСА за изключителни заслуги;
- Медал на НАСА за участие в космически полет (2).